# Porsche 550 Spyder
Porsche 550 Spyder är en sportvagn, tillverkad av den tyska biltillverkaren Porsche mellan 1953 och 1957.

## Porsche 550
Porsche 356 hade använts i biltävlingar från första stund, men den lilla sportbilen var inte avsedd för seriös racing. Porsche 550 blev märkets första renodlade tävlingsbil. Tekniken hämtades till stor del från 356:an, men motorn placerades i mitten, för att ge bättre viktfördelning och vägegenskaper. Den nya motorn, kallad Typ 547, hade dubbla överliggande kamaxlar, dubbeltändning och torrsumpsmörjning. Det var den första ”riktiga” Porsche-motorn som inte baserades på en Volkswagen-konstruktion.
Porsche sände ett antal prototyper till Mexiko 1953 för att testas i Carrera Panamericana. Den avancerade tävlingsmotorn var ännu inte klar, så bilarna hade stötstångsmotorer från 356:an. Prototyperna hade även täckta coupé-karosser, medan den färdiga bilen hade öppen spyder-kaross.
Bilens kaross svetsades samman med ett mycket starkt golv och tillsammans bildade de en självbärande enhet. 1956 kom den vidareutvecklade 550 A som hade en separat rörram och en ny femväxlad växellåda.

## Tekniska data

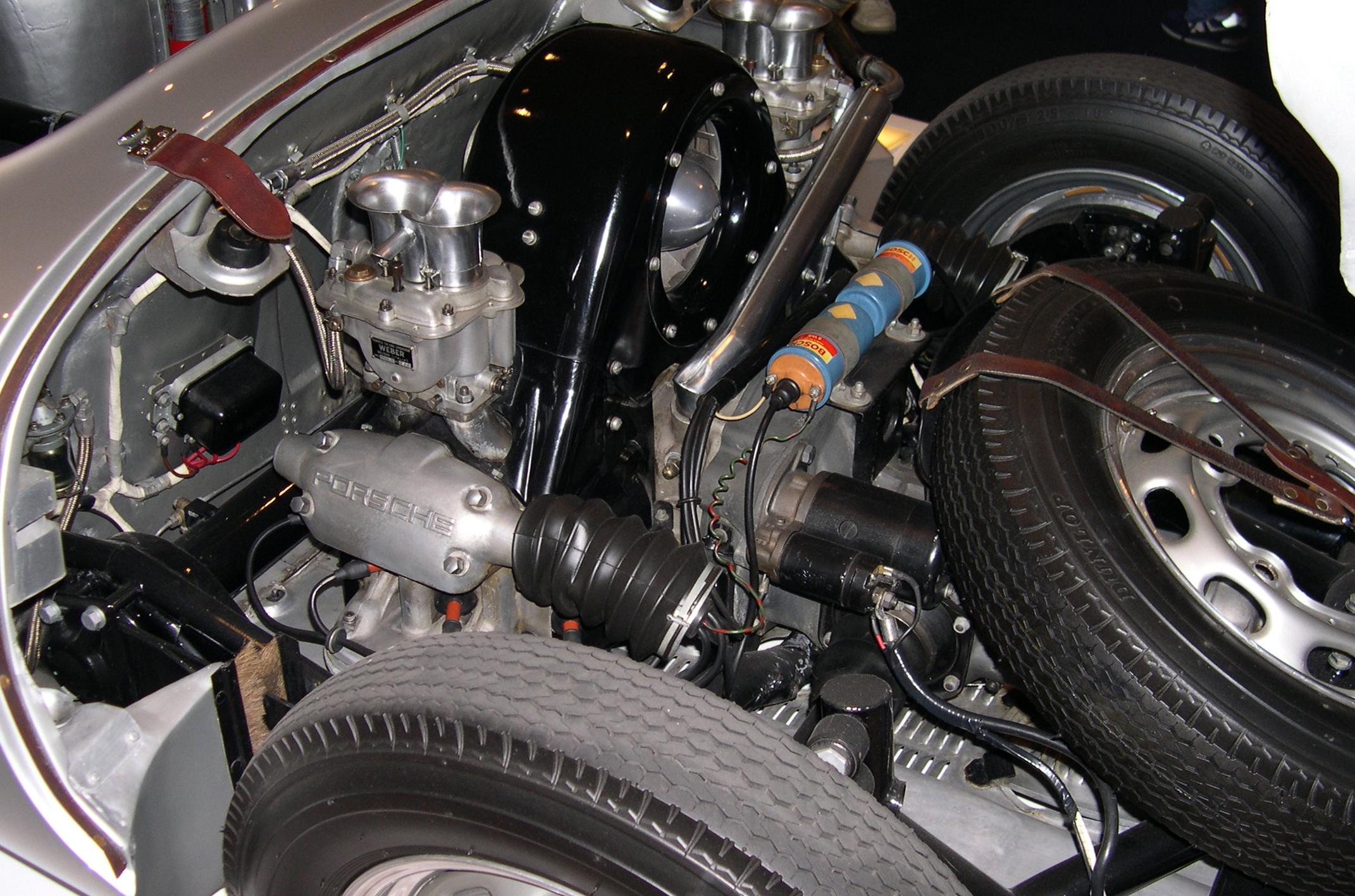
Den mittmonterade Typ 547-motorn med kamskaftsdrivna dubbla överliggande kamaxlar.

| Porsche 550                 | 550/1500 RS                                                           | 550 A/1500 RS                                                         |
| --------------------------- | --------------------------------------------------------------------- | --------------------------------------------------------------------- |
| Motor:                      | 4-cylindrig boxermotor                                                | 4-cylindrig boxermotor                                                |
| Kylning:                    | Luftkylning                                                           | Luftkylning                                                           |
| Cylindervolym:              | 1498 cm³                                                              | 1498 cm³                                                              |
| Borrning x slaglängd:       | 85 x 66 mm                                                            | 85 x 66 mm                                                            |
| Max effekt vid varvtal:     | 110 hk vid 7 800 v/min                                                | 135 hk vid 7 200 v/min                                                |
| Max vridmoment vid varvtal: | 117 Nm vid 5 000 v/min                                                | 145 Nm vid 5 900 v/min                                                |
| Kompression:                | 9,5 : 1                                                               | 9,8 : 1                                                               |
| Ventilstyrning:             | Dubbla överliggande kamaxlar per cylinderrad, 2 ventiler per cylinder | Dubbla överliggande kamaxlar per cylinderrad, 2 ventiler per cylinder |
| Bränslesystem:              | 2 Solex tvåportsförgasare                                             | 2 Solex tvåportsförgasare                                             |
| Växellåda:                  | 4-växlad manuell                                                      | 5-växlad manuell                                                      |
| Hjulupphängning fram:       | Dubbla längslänkar, torsionsfjädrar, krängningshämmare                | Dubbla längslänkar, torsionsfjädrar, krängningshämmare                |
| Hjulupphängning bak:        | Pendelaxel, torsionsfjädrar                                           | Pendelaxel, torsionsfjädrar                                           |
| Chassi & kaross:            | Plattformschassi med aluminiumkaross                                  | Rörram med aluminiumkaross                                            |
| Hjulbas:                    | 210 cm                                                                | 210 cm                                                                |
| Torrvikt:                   | ca. 550 kg                                                            | ca. 540 kg                                                            |
| Toppfart:                   | ca. 225 km/h                                                          | ca. 240 km/h                                                          |

## Tävlingsresultat

### Sportvagnsracing
Porsche 550 var mycket framgångsrik i nationella mästerskap och i klubbtävlingar. Bilens främsta egenskap var dess imponerande tillförlitlighet. Porsche vann 1,5-litersklassen i Carrera Panamericana 1953 och 1954. Mest imponerande var insatsen 1954, där Hans Herrmann och Jaroslav Juhan slutade trea respektive fyra totalt, slagna endast av Ferraris betydligt större fabriksbilar.
I sportvagns-VM mötte Spydern vanligtvis betydligt större och motorstarkare konkurrenter. Bilens främsta insats i en VM-tävling kom vid Targa Florio 1956, där Umberto Maglioli och Huschke von Hanstein tog hem totalsegern.

## Populärkultur
Porsche 550 Spyder är även känd som den biltyp som James Dean dödskraschade i den 30 september 1955 på en motorväg utanför området Cholame i Kalifornien, cirka 220 kilometer söder om San Francisco.